# Promenades dans Rome
Promenades dans Rome est un ouvrage de Stendhal qui se présente sous la forme d'un journal de voyage à Rome. Il a paru à Paris chez Delaunay en 1829.
Si Stendhal a rédigé ce livre comme un journal, il s'agit en réalité d'une œuvre entièrement écrite à Paris, sans doute nourrie des souvenirs romains de son auteur, mais aussi et surtout de ses nombreuses lectures et recherches bibliographiques.

## Contexte

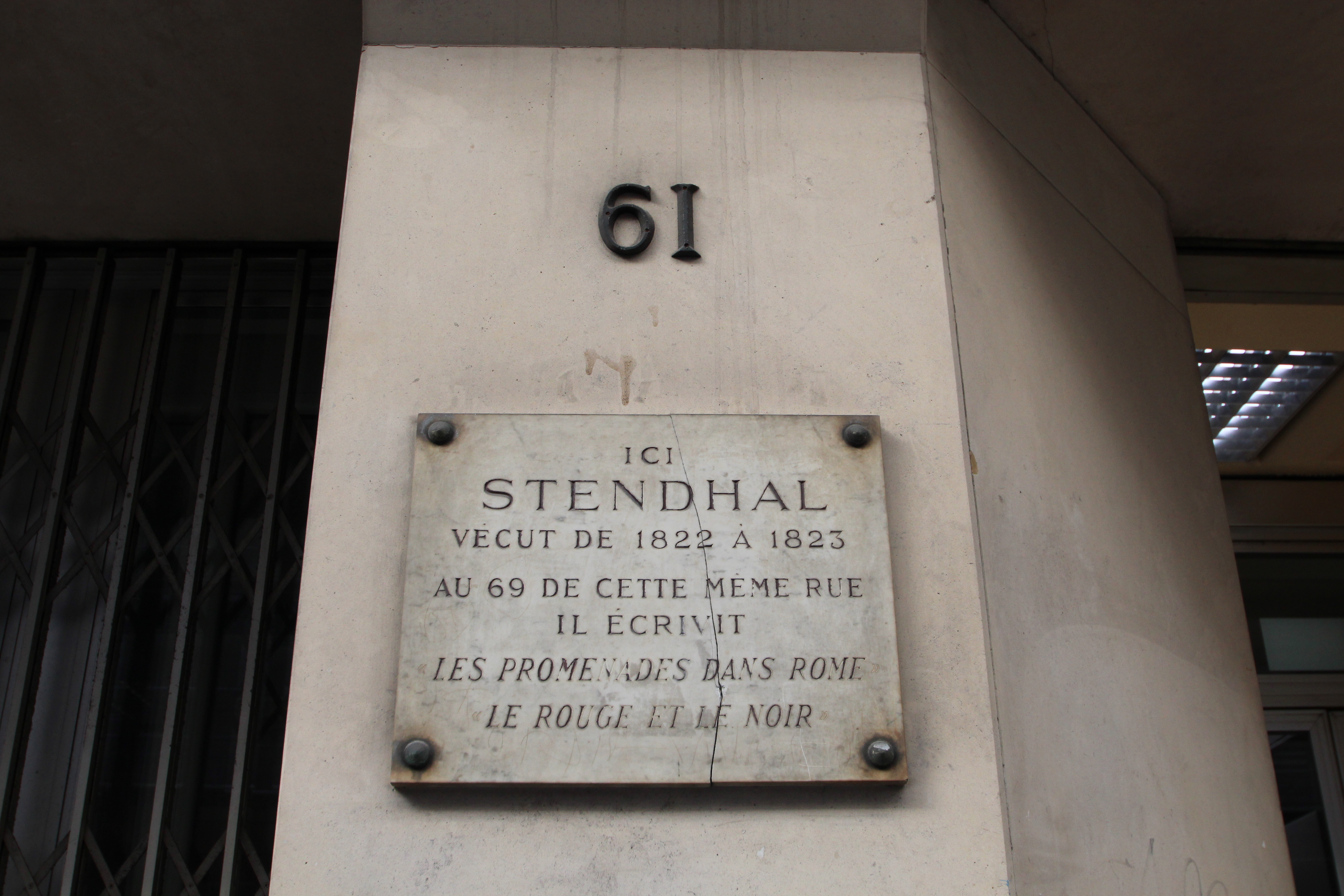
Plaque au 61 rue de Richelieu à Paris.

Vers la fin de l'année 1826 ou au début de 1827, Stendhal vient de publier la deuxième édition de Rome, Naples et Florence. Son éditeur lui ayant demandé des coupes importantes dans son manuscrit, Stendhal a l'idée d'utiliser ces fragments pour en faire un nouvel ouvrage, qui serait une suite du précédent, tout en se limitant à la seule ville de Rome. Toutefois, il traversait alors une période difficile, marquée par la dépression, et peinait à avancer dans le projet. C'est alors que son cousin et confident Romain Colomb, qui rentrait justement de Rome, lui proposa sa collaboration et son aide dans le travail de recherche. Ce travail commun va durer de juillet 1828 à mars 1829. Colomb commence par lire le manuscrit et propose à Stendhal de l'enrichir et, dira Colomb, « de faire le tableau complet de la Rome antique et moderne, sous le triple rapport des monuments des arts, de la politique et de la société ».
Le livre est donc le fruit d'un travail intense. Il est entièrement rédigé à Paris, et s'est accompagné de vastes recherches bibliographiques. Il n'a donc que l'apparence d'un journal, ressemblant en cela à Rome, Naples et Florence et aux Mémoires d'un touriste. même si le ton de l'ouvrage et la vraisemblance que l'auteur a introduite laissent croire à un récit composé au jour le jour à Rome même.
Les textes sont datés du 3 août 1827 au 23 avril 1829.

## Présentation

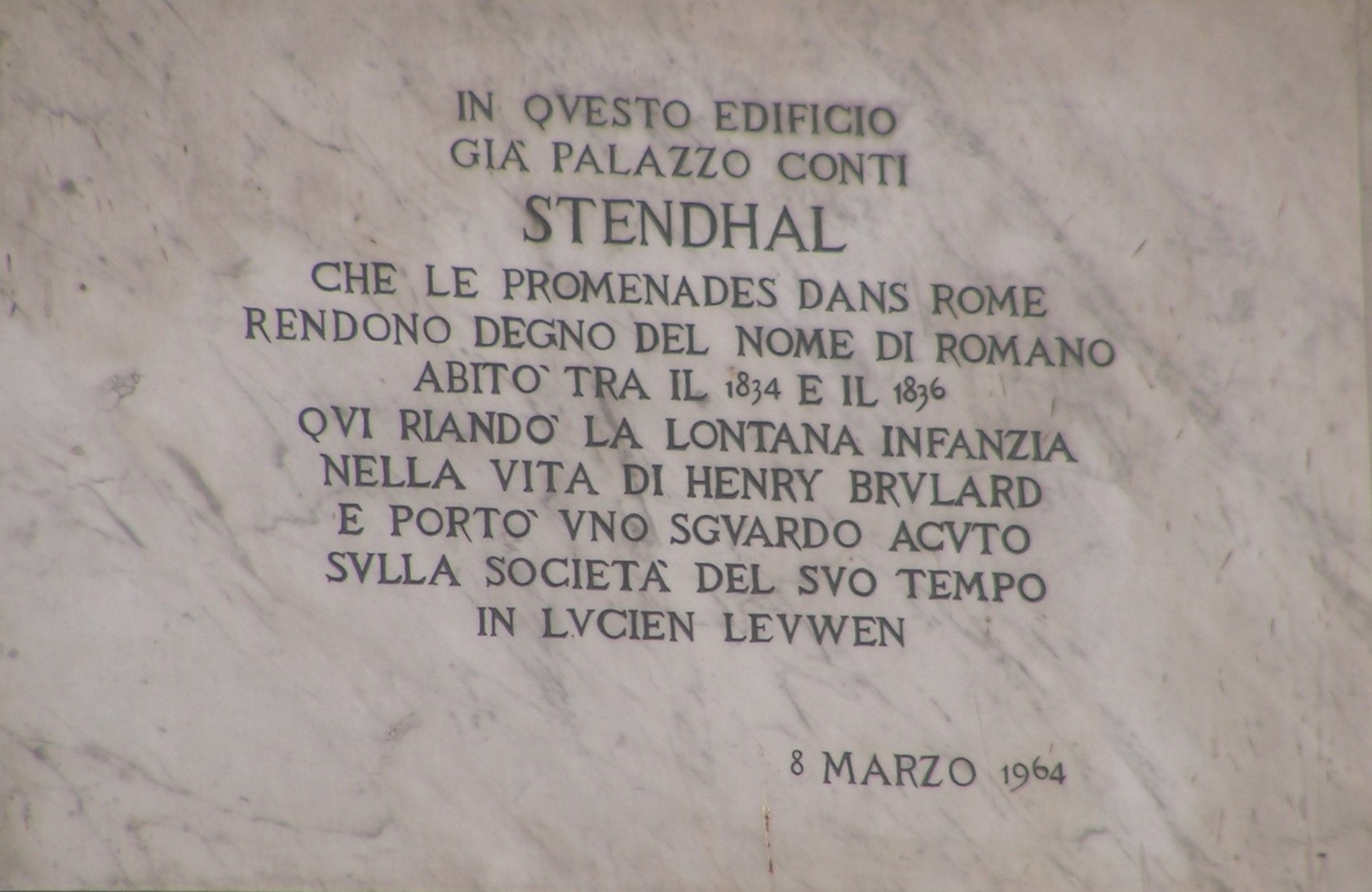
Plaque à Rome, Piazza della Minerva 66 : « Dans ce bâtiment anciennement connu sous le nom de Palazzo Conti, Stendhal, que Les promenades dans Rome rendent digne du nom de Romain, a vécu entre 1834 et 1836. Il y revisita l'enfance lointaine de la vie d'Henry Brulard et porta un regard aigu sur la société de son temps. »

L'auteur présente cet ouvrage comme un guide pour le voyageur, composé de courts textes datés qui donnent l'apparence d'un journal de voyage. Dans chacun d'eux, Stendhal livre ses impressions esthétiques, des anecdotes historiques ou des observations sociologiques sur la ville éternelle ou certains de ses monuments. Rome y est décrite telle une découverte et l'auteur nous dit ce qu'il faut voir, selon lui, mais surtout comment il faut le voir. Il s'agit en quelque sorte d'une initiation à la beauté, doublée d'une quête du plaisir de voir et de ressentir. Selon Henri Martineau, cet ouvrage « [fut] longtemps le meilleur des guides du voyageur à Rome », et cela malgré les inexactitudes qu'on a pu y trouver. Mais comme le souligne  H. Martineau, si on lit les Promenades, c'est surtout pour y retrouver son auteur, avec « son esprit frondeur et (…) et son cœur sentimental ».
On relèvera cependant qu'en ce qui concerne l'architecture en Italie, les goûts de Stendhal le portent surtout sur le néo-classicisme romain.

### Accueil
À sa publication, l'ouvrage reçut un accueil favorable: on le mesure moins au succès relativement réservé qu'il rencontra dans la presse, si l'on en juge par le nombre d'articles qui lui ont été consacrés, qu'à l'estime qu'il obtint auprès des pairs de Stendhal, qui y retrouvèrent le caractère de penseur original et de dilettante qui accompagnait l'auteur. Ainsi Sainte-Beuve, à qui Stendhal avait adressé un exemplaire, disait des Promenades : « Des divers ouvrages qu'il [Stendhal] a publiés et qui sont à emporter en voyage, on peut surtout conseiller ses Promenades dans Rome ; c'est exactement la conversation d'un cicerone, homme d'esprit et de goût qui vous indique en toute occasion le beau (…) ». Toutefois, ce succès ne suffisait pas à Stendhal, qui chercha à obtenir plus d'articles, sollicitant pour ce faire ses amis.

## Divers

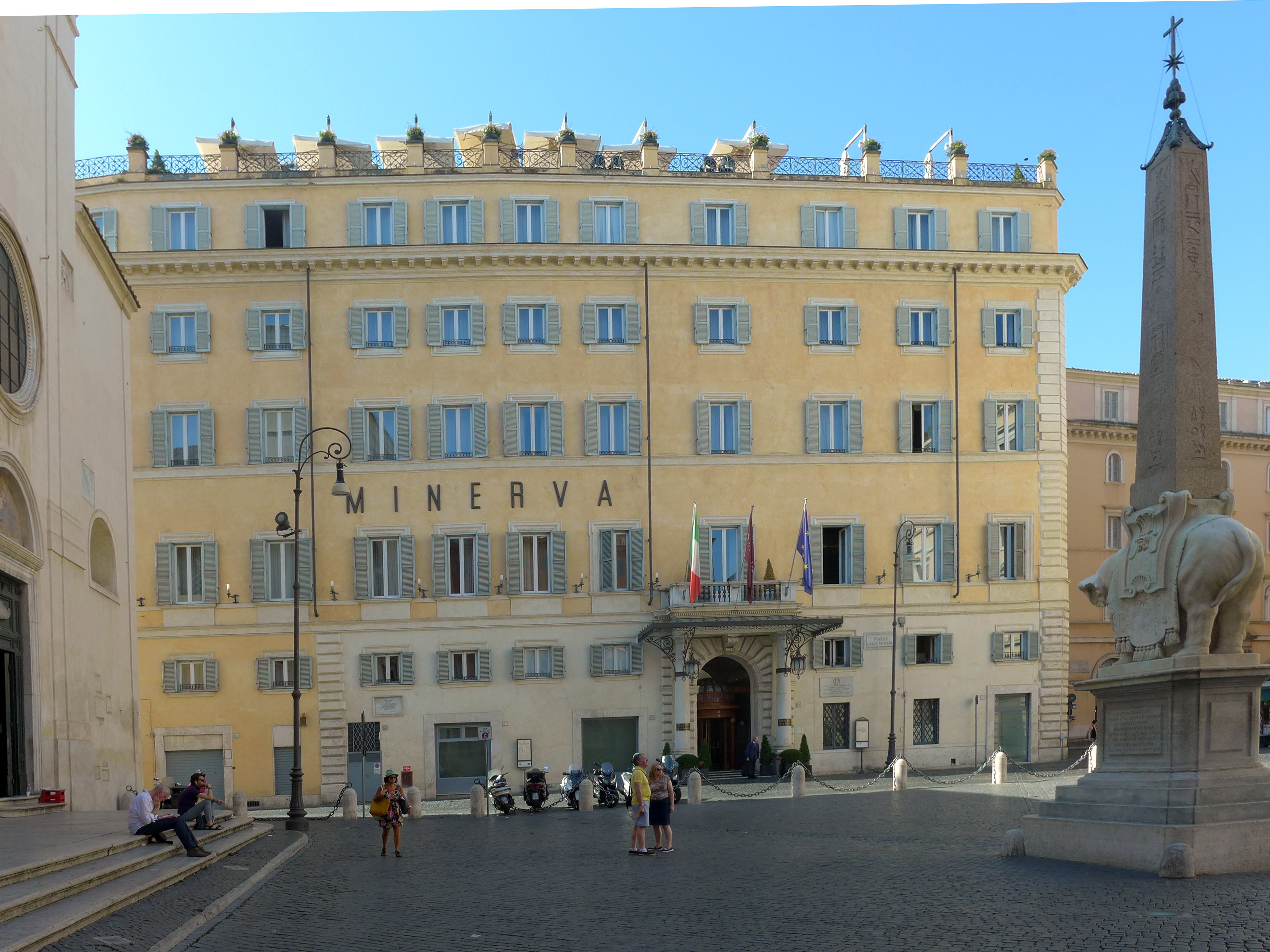
Le palais de la place Minerva à Rome, devenu Hotel Minerva en 1832, où Stendhal vécut entre 1834 et 1836. On voit sur le mur la plaque qui mentionne le séjour et les Promenades dans Rome.

À partir du XVIIe siècle, l'Italie est une destination de prestige pour les couches sociales les plus favorisées d'Europe. Pour les artistes et intellectuels, qu'ils soient peintres, musiciens, écrivains... le « voyage en Italie » devient vite un rite incontournable et certains vont écrire des récits de leur voyage, qui vont devenir de véritables guides. Stendhal appréciait ces livres, ce qui l'a incité à écrire son propre « guide ».
À la fin du livre, Stendhal a ajouté chapitre intitulé « Manière de voir Rome en dix jours » qui propose une découverte organisée par quartiers, « beaucoup plus régulière et surtout plus commode » que celle donnée au lecteur, qui a consisté « chaque jour, à Rome, [à] cherch[er] les monuments que nous sentions la curiosité de voir ». Ce programme en dix jours permet « [d']examiner tout ce qu'un quartier présente de curieux avant de passer à un autre ». Ce chapitre est suivi par une dédicace « TO THE HAPPY FEW », traduit par « Au petit nombre d'heureux » dans une note de la main de Romain Colomb ajoutée dans un exemplaire car, relève-t-il, « le conseil d'aller en Italie ne doit pas se donner à tout le monde. En ce pays (...) chacun doit vivre sur son propre fonds, on ne peut plus s'appuyer sur les autres. Plus la position dans le monde est brillante à Paris, plus vite on doit s'ennuyer en Italie. »

### Édition originale
En novembre 2016, la bibliothèque municipale de Grenoble achète l'édition originale de Promenades dans Rome pour la somme de 10 778 euros.

### Quelques éditions
- Promenades dans Rome  (Établissement du texte et préface par Henri Martineau), vol. I + II, Paris, Le Divan, 1931, 363 + 368 (ISBN 978-2-070-39248-3) [lire en ligne (page consultée le 23 octobre 2021 - Volume I)] / [lire en ligne (page consultée le 23 octobre 2021 - Volume II)]
- Promenades dans Rome:  (Texte établi et annoté par Armand Caraccio, préface de Henri de Régnier), vol. I-II-III, Paris, Champion, 1938
- Promenades dans Rome  (Édition de Victor Del Litto, Préface de Michel Crouzet), Gallimard, coll. « Folio classique », 1997, 912 p. (ISBN 978-2-070-39248-3).

- Promenades dans Rome de Stendhal. Illustré par les peintres du Romantisme, Paris, Diane de Selliers, 2011 (1re éd. 2002), 480 p. (ISBN 978-2-903-65671-3, présentation en ligne)

### Études
- Wendelin Guentner, Stendhal et son lecteur. Essai sur les « Promenades dans Rome », Tübingen, Gunter Narr Verlag, 1990, 223 p. (ISBN 3-878-08848-5)